# جريس أطلسي
الجُرَيس الأطلسي (باللاتينية: Campanula atlantis) نوع نباتي ينتمي إلى جنس الجريس من الفصيلة الجريسية.

## الموئل والانتشار
موطنه بلاد الشام ومصر والمغرب العربي وبعض مناطق البلقان.